# Алиботушко македонско благотворително братство
Алиботушкото македонско благотворително братство е организация на бежанците от областта Македония, установили се в Плоски.

## История
На 7 януари 1925 година братството си избира ново ръководство в състав Иван Невенчин (председател), Спиро Георгиев (подпредседател), Илия Холянов (секретар), Георги П. Илиев (касиер) и съветници Иван Парапанов и Спиро Мегаров. На 21 март 1926 година в ръководството влизат К. Кюров (председател), Андрея Каракичев (подпредседател), Иван Бошков (секретар), Ст. Богданов (касиер), а съветници са Иван Парапанов, Димитър Дамбов и Димитър Просинигов.